# William Smith (jugador d'hoquei sobre herba)
William Faulder Smith (Carlisle, Cúmbria, 14 de novembre de 1886 - Marylebone, Londres, 3 de març de 1937) va ser un jugador d'hoquei sobre herba anglès que va competir a començaments del segle xx.
El 1920 va prendre part en els Jocs Olímpics d'Anvers, on va guanyar la medalla d'or com a membre de l'equip britànic en la competició d'hoquei sobre herba.